# Мургаш (хижа)
Мургаш е хижа в Стара планина. Намира се в подножието на връх Мургаш. Сградата представлява масивна триетажна постройка с капацитет 60 места с външни санитарни възли. Хижата е водоснабдена, електрифицирана чрез слънчеви панели, а отоплението е с печки на твърдо гориво. Строежът на хижа Мургаш започва през 1936 година. През 1946 е ремонтирана и преустроена. Преустройството и обзавеждането ѝ са завършени към 1961-1962 година.
След като дълги години беше изоставена и без хижар, от 2020-а отново посреща гости.
Разполага с туристическа кухня и столова. До хижата се достига от град Бухово по път с трошено-каменна настилка /14км./

## Съседни обекти
| Изходни точки                | Изходни точки |
| ---------------------------- | ------------- |
| град Бухово                  | 4,00 ч.       |
| село Желява                  | 3,30 ч.       |
| село Чурек                   | 4,30 ч.       |
| Елешнишки Манастир           | 3ч            |
| село Врачеш                  | 6 ч.          |
| Хижи                         |               |
| Лескова                      | 6,30 ч.       |
| Туристическа спалня „Витиня“ | 6 ч.          |
| Други                        |               |
| връх Мургаш                  | 40 минути     |
| проход Витиня                | 6 ч.          |